# Felix Lewandowsky
Felix Lewandowsky (* 1. Oktober 1879 in Hamburg; † 31. Oktober 1921 in Basel) war ein deutscher Dermatologe.

## Leben
Lewandowsky wurde als Sohn eines jüdischen Kaufmanns in Hamburg geboren. Dort besuchte er das Wilhelm-Gymnasium, wo er zu Michaelis 1897 das Reifezeugnis erhielt. Anschließend studierte er Medizin in Berlin, Marburg und Straßburg, wo er 1902 Assistent am Hygienisch-bakteriologischen Institut der Universität wurde. Im gleichen Jahr promovierte er dort.
Von 1903 bis 1907 arbeitete er an der Dermatologischen Klinik in Bern als Assistent des Dermatologen Josef Jadassohn. Danach kehrte er nach Hamburg zurück und arbeitete am dortigen St.-Georg-Krankenhaus in der Abteilung von Eduard Arning. 1917 wurde er trotz fehlender Habilitation zum außerordentlichen Professor für Dermatologie der Universität Basel sowie zum Direktor der Dermatologischen Klinik am Bürgerspital Basel ernannt. Seine öffentliche Antrittsvorlesung hielt er an der Universität Basel am 1. März 1918. Nur ein Jahr später musste er wegen einer Krebserkrankung operiert werden, starb er jedoch schließlich an Lungenmetastasen kurz nach Vollendung seines 42. Lebensjahres in Basel.
Lewandowsky war spezialisiert auf Tuberkulose und Hautkrankheiten von Kindern. 1916 veröffentlichte er in der Enzyklopädie der klinischen Medizin als Spezialtitel Nr. 4 das Werk Die Tuberkulose, welches 1931 noch einmal überarbeitet erschien.
Lewandowskys Name wird auch weiterhin in den Bezeichnungen zweier Hautkrankheiten genannt. Das ist einmal das zur Pachyonychia congenita gehörige Jadassohn-Lewandowsky Syndrom, eine ectodermale Dysplasie und zweitens die Epidermodysplasia verruciformis, die selten auftretende Lewandowsky-Lutz Dysplasie, welche Lewandowsky zusammen mit dem Dermatologen Wilhelm Lutz (1888–1958) beschrieb.

## Werke
- Die Tuberkulose der Haut, in Enzyklopädie der klinischen Medizin, Spezialtitel 4 Die Tuberculose, Springer, Berlin 1916
- Die Fortschritte der Syphilidologie, Öffentliche Antrittsvorlesung an der Universität Basel vom 1. März 1918, Verlag Schwabe, Basel 1918
- Handbuch der Haut- und Geschlechtskrankheiten, Band 10.1, Tuberkulose der Haut- und Geschlechtskrankheiten; bearbeitet von Richard Volk, Nebentitel: Vollständig neu bearbeitet unter Zugrundelegung des gleichnamigen Werkes von F. Lewandowsky, Springer, Berlin 1931